# Alexei Alexandrowitsch Sawitajew
Alexei Alexandrowitsch Sawitajew (russisch Алексей Александрович Завитаев; * 15. Novemberjul. / 28. November 1900greg. im Dorf Lopatino (überflutet vom Rybinsker Stausee), Gouvernement Jaroslawl; † 23. September 1979 in Moskau) war ein russisch-sowjetischer Maschinenbauingenieur.

## Leben
Sawitajew, Sohn eines Sägewerkarbeiters, besuchte nach der Zweiklassen-Dorfschule ab 1912 die Schule in Rybinsk im Winter, während er im Sommer im Sägewerk arbeitete. 1915–1918 absolvierte er die Ausbildung an der M.-J.-Komarow-Mechanik-Technik-Schule. Während des Russischen Bürgerkriegs arbeitete er an verschiedenen Stellen im Rybinsker Renault-Werk, das später das Motorenwerk Nr. 26 wurde. Daneben studierte er ab 1919 in der Abendabteilung des Rybinsker Mechanik-Technikums. Nach dem III. Komsomol-Kongress 1920 schickte ihn die Rybinsker Komsomol-Organisation nach Leningrad zum Studium am Leningrader Polytechnischen Institut in der Mechanik-Fakultät. 1922 wurde er nach Kiew geschickt, um im Werk Bolschewik als Zeichner zu arbeiten und in der Abendabteilung des Kiewer Polytechnischen Instituts zu studieren. Ab 1923 arbeitete er als Schlosser, Kontrolleur und Konstrukteur im Kiewer Rotbanner-Arsenalwerk.

Motor M-103

Ab 1928 arbeitete Sawitajew im Rybinsker Motorenwerk Nr. 26, dessen Direktor er 1939 wurde. 1929 wurde er Mitglied der KPdSU. 1931 besuchte er Deutschland und 1934 die USA. Unter seiner Leitung wurde der Hubkolbenmotor M-17, eine Lizenzausführung des BMW VI, entwickelt, der in vielen Versionen für Flugzeuge, Panzer und Motortorpedoboote gebaut wurde. Ab 1936 wurden der Motor M-100 (lizenzierte Version des Hispano-Suiza 12) gebaut. Die Verbesserung dieses Motors führte zu dem von Wladimir Klimow konstruierten 12-Zylinder-V-Motor M-103 für den Bomber Tupolew SB-2, der auch für das Flugzeug Bartini Stal-7 und weitere verwendet wurde. Es folgten der M-105, M-106 und 107.
Vor Beginn des Deutsch-Sowjetischen Kriegs gelang es Sawitajew bei einem Deutschlandbesuch, trotz Hermann Görings Verbot benötigte deutsche Werkzeugmaschinen zu kaufen und in die Sowjetunion zu importieren. Nach Kriegsbeginn evakuierte Sawitajew das Werk Nr. 26 nach Ufa. Ende 1941 wurde er Vizeminister für Luftfahrtindustrie der UdSSR. Er überwachte die Serienproduktion der Flugzeugmotoren und organisierte die Evakuierung und den Wiederaufbau der Flugzeugwerke. Im August 1944 wurde er zum Generalmajor ernannt.
1946 verlor Sawitajew das Vizeministeramt und wurde Betriebsleiter im Werk Nr. 41 MinAwiaProma des Ministeriums für Luftfahrtindustrie, in dem Wladimir Uwarow als verantwortlicher Leiter und Chefkonstrukteur in kürzester Zeit das Turboprop-Triebwerk E-3080 weiterentwickeln und bauen sollte. Neue Kollektive wurden im Konstruktionsbüro, im Technischen Büro und in der Forschungsabteilung gegründet, und Sawitajew reorganisierte die Werkstätten. Im August 1948 ordnete das Ministerium für Luftfahrtindustrie die Einstellung der E-3080-Arbeiten an, nachdem 15 Triebwerke fertiggestellt worden waren.
Ab 1948 leitete Sawitajew das Werk Nr. 300, das Triebwerke für Alexander Mikulins Versuchskonstruktionsbüro baute. Unter Sawitajews Leitung wurden Flugzeugtriebwerke entwickelt und in die Serienfertigung überführt. Das Gesenkschmieden der Kompressor-Schaufeln aus Aluminiumlegierungen wurde eingeführt. Er war an der Entwicklung eines Turbinen-Strahltriebwerks für ein Atombombenträgerflugzeug beteiligt.
1952 wurde Sawitajew aufgrund einer Meinungsverschiedenheit mit Mikulin als Direktor in das Moskauer Versuchswerk Nr. 165 (später Maschinenbau-Werk Saturn) des Ministeriums für Luftfahrtindustrie versetzt. Unter seiner Leitung wurden die Turbinen-Strahltriebwerke für die Suchoi-Flugzeuge entwickelt und in die Serienfertigung überführt.
Sawitajew starb in Moskau und wurde auf dem Kunzewoer Friedhof begraben.

## Ehrungen
- Leninorden (1935, 1936, 1943)
- Orden des Roten Sterns (1939)
- Kutusoworden I. Klasse (1945)
- Orden des Roten Banners der Arbeit (1966)
- Orden der Oktoberrevolution (1971)
- Held der sozialistischen Arbeit mit Leninorden und Hammer-und-Sichel-Medaille (1976)[2]